# لسعد الشابي
لسعد جردة الشابي (مواليد 23 أغسطس 1961) لاعب كرة قدم تونسي-نمساوي سابق، كان مُدرّبا سابقا لنادي الرجاء الرياضي المغربي منذ 13 أبريل 2021.

## مسيرته
بدأ الشابي مسيرته الكروية في النمسا، بعد حصوله على دبلوم في التدريب هناك.

### الاتحاد المنستيري (2019–2021)
في عام 2019، عاد الشابي إلى وطنه تونس لتدريب الاتحاد المنستيري. في 2020، تُوّج بكأس تونس رُفقة الاتحاد المنستيري بعد فوزه على الترجي التونسي 2-0.

### الرجاء الرياضي (2021)
في 13 أبريل 2021، تولى لسعد الشابي تدريب نادي الرجاء الرياضي، ووقع عقدًا قابلًا للتجديد ساري المفعول حتى نهاية الموسم. ويخلف جمال السلامي الذي استقال قبل أيام قليلة. أصبح لسعد الشابي ثاني مدرب تونسي في تاريخ النادي بعد فوزي البنزرتي.
في 16 أبريل 2021، لعب أول مباراة له مع الفريق، بمناسبة اليوم الثاني عشر للبطولة ضد المغرب التطواني، والتي فاز خلالها الرجاء بنتيجة 3–2. بعد أربعة أيام، تبعه بفوز آخر في تنزانيا على نادي نامونغو في كأس الكونفيدرالية الأفريقية بنتيجة 0–3. في سبعة أشهر، فاز الشابي مع النادي بكأس الكونفيدرالية الأفريقية 2020–21 وكأس العرب للأندية الأبطال 2019–20.

## الألقاب
الاتحاد الرياضي المنستيري
- كأس تونس: 2019–20

نادي الرجاء الرياضي
- كأس الكونفيدرالية الأفريقية: 2020–21
- كأس العرب للأندية الأبطال: 2019–20[6]

## حياته الشخصية
لسعد الشابي هو أب لاعبين لكرة قدم وُلدا في النمسا، أحدهما سيف الدين الشابي.

## روابط خارجية
- لسعد الشابي على موقع قاعدة بيانات كرة القدم.إي يو (الإنجليزية)
- لسعد الشابي على موقع عالم كرة القدم.نت (الإنجليزية)